# Giacomo Villa
Giacomo Villa (* 29. Januar 2002 in Monza) ist ein italienischer Radrennfahrer.

## Sportlicher Werdegang
Villa begann mit dem Radsport im Alter von sieben Jahren. Als Junior ohne nennenswerte Ergebnisse wurde er 2021 Mitglied im Team Biesse Arvedi, das ein Jahr später als UCI Continental Team lizenziert wurde. In der Saison 2022 machte er durch eine Reihe von Top-Platzierungen auf sich aufmerksam, seinen ersten Sieg errang er 2022 auf nationaler Ebene mit dem Gewinn der Coppa Città di San Daniele. In der Folgesaison war er mit der Trofeo Piva auch erstmals bei einem UCI-Rennen erfolgreich.
Zur Saison 2024 erhielt Villa einen Vertrag beim belgischen UCI ProTeam Bingoal WB.

## Erfolge
2023
- Trofeo Piva